# Electrophaes brunnescens
Electrophaes brunnescens är en fjärilsart som beskrevs av Ljungdahl 1940. Electrophaes brunnescens ingår i släktet Electrophaes och familjen mätare. Inga underarter finns listade i Catalogue of Life.